# Valcivières
Valcivières ist eine französische Gemeinde mit 229 Einwohnern (Stand: 1. Januar 2022) im Département Puy-de-Dôme in der Region Auvergne-Rhône-Alpes. Sie gehört zum Arrondissement Ambert und zum Kanton Ambert. Die Einwohner werden Cheveyrand genannt.

## Geographie
Valcivières liegt etwa 63 Kilometer südöstlich von Clermont-Ferrand und etwa 50 Kilometer westlich von Saint-Étienne im Regionalen Naturpark Livradois-Forez. Umgeben wird Valcivières von den Nachbargemeinden Job im Norden und Westen, Saint-Bonnet-le-Courreau im Nordosten, Saint-Anthème im Osten und Südosten, Grandrif im Süden, Ambert im Westen und Südwesten sowie La Forie im Westen.

## Weblinks

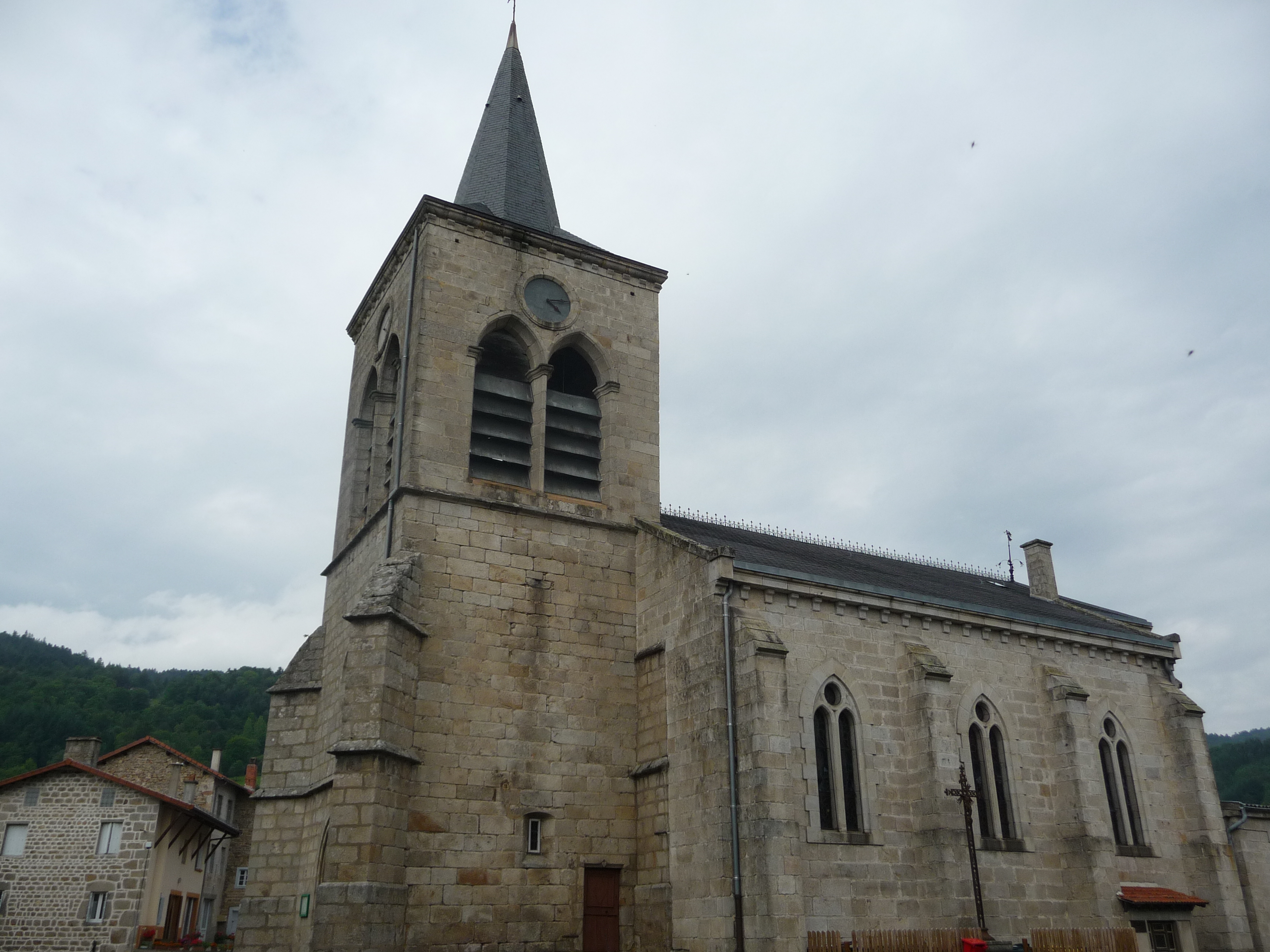
Kirche Saint-Laurent

## Bevölkerungsentwicklung
| Jahr                       | 1962 | 1968 | 1975 | 1982 | 1990 | 1999 | 2006 | 2013 |
| Einwohner                  | 550  | 439  | 347  | 288  | 222  | 215  | 219  | 209  |
| Quellen: Cassini und INSEE |      |      |      |      |      |      |      |      |

## Sehenswürdigkeiten
- Kirche Saint-Laurent